# 난연재료
난연재료(難燃材料)는 불이 붙어도 연소가 잘 되지 않는 성질을 가진 재료를 이른다.
불에는 타지만 연소는 잘 되지 않는 재료인데, 연소 시 6분간의 화열(최고 온도 섭씨 약 500도)에서 변형, 발염, 파손이 생기지 않아야 한다. 불이 붙으면 유독가스가 약간 발생하며, 타들어 가는 현상은 발생하지 않는다. 난연합판, 난연섬유판, 난연플라스틱판 등이 난연재료에 속하는데 합판, 섬유판, 플라스틱판 등의 불에 타는 유기질 재료에 불에 강한 약품을 가공처리 한 것이다. 건축법시행령에서는 '불에 잘 타지 않는 성능을 가진 재료' 라 명시되어 있고, 건설교통부령에서 정한 산업표준화법에 의한 한국산업규정이 정하는 바에 의하여 시험한 결과로 난연 3급에 해당하는 것을 말한다.
최근 엉터리 난연재료가 건축자제로 쓰여 매우 위험하다는 보도가 나와 이슈화 된 바 있다.

## 건축법 시행령
「건축법 시행령」 제2조 제1항 제9호 내지 제11호의 규정 및 「건축물의 피난방화구조 등의 기준에 관한 규칙」(이하 규칙이라 한다) 제5조 내지 제7조의 규정에 따라 건축물의 내부마감재료의 난연성 시험방법성능기준 등에 관한 사항.
난연재료는 다음 각호에 적합하여야 한다.
다만「건축물의 피난방화구조 등의 기준에 의한 규칙」제24조의 2의 규정에 의한 복합자재로서 건축물의 실내에 접하는 부분에 12.5mm이상의 방화석고보드로 마감하거나, 한국산업표준 F2257-1(건축 부재의 내화시험방법)에 따라 내화성능 시험한 결과 15분의 차염성능 및 이면온도가 120K이상 상승하지 않는 재료로 마감하는 경우 그러하지 아니하다.
- 1. 한국산업표준 ISO 5660-1[연소성능시험-열 방출, 연기발생, 질량감소율-제1부 : 열 방출률(콘칼로리미터법)]에 따른 가열시험 개시 후 5분간 총방출열량이 8MJ/m2 이하이며, 5분간 최대 방출율이 10초이상 연속으로 200KW/m2를 초과하지 않으며, 5분간 가열후 시험체를 관통하는 방화상 유해한 균열, 구멍 및 용융(복합자재의 경우 심재가 전부 용융, 소멸되는 것을 포함한다)등이 없어야 한다.
- 2. 한국산업표준SF 2271(건축물의 내장재료 및 구조의 난연성 시험방법)중 가스유해성 시험 결과, 실험용 쥐의 평균행동정지 시간이 9분 이상이어야 한다.